# Zmarli w roku 1799
Lista osób zmarłych w 1799:

## styczeń 1799
- 21 stycznia – Franciszek Bang, koreański męczennik, błogosławiony katolicki[1]
- 22 stycznia – Horace-Bénédict de Saussure, szwajcarski uczony, naturalista, inicjator alpinizmu[2]

## marzec 1799
- 7 marca – Maria Antonia de Paz Figueroa, argentyńska błogosławiona katolicka[3]

## kwiecień 1799
- 3 kwietnia – Wawrzyniec Pak Chwi-deuk, koreański męczennik, błogosławiony katolicki[4]
- 17 kwietnia – Jakub Won Si-bo, koreański męczennik, błogosławiony katolicki[5]

## sierpień 1799
- 2 sierpnia – Jacques Étienne Montgolfier, wynalazca balonu[6]
- 29 sierpnia – Pius VI (właśc. Giovanni Angelo Braschi), 250. papież[7]

## grudzień 1799
- 14 grudnia – George Washington, pierwszy prezydent Stanów Zjednoczonych Ameryki

data dzienna nieznana:
- Piotr Jeong San-pil, koreański męczennik, błogosławiony katolicki[4]